# Шназе, Карл
Карл Шназе, Карл Шнаазе (нем. Karl Schnaase; 7 сентября 1798, Данциг — 20 мая 1875, Висбаден) — немецкий юрист и выдающийся историк искусства. Один из основоположников научного, системного подхода к истории искусства и автор капитального труда «История изобразительных искусств» в семи томах (1843—1864).

## Биография
Карл Шназе родился в Данциге (Гданьске) в Западной Пруссии. Учился на юридическом факультете Гейдельбергского университета. Весной 1817 года посещал лекции по философии Гегеля. Осенью 1818 года последовал за Гегелем в Берлинский университет, где посещал лекции, которые впоследствии стали энциклопедией философских наук. Его философские исследования были прерваны, когда Шназе в июле 1819 года сдал свой первый юридический экзамен и получил должность в городском суде Данцига. Однако, прежде чем вернуться в Данциг, он отправился в Дрезден и был глубоко впечатлён коллекциями произведений искусства этого города.
Большую часть 1820-х годов Шназе работал асессором (судебным заседателем) в Кёнигсберге, сохраняя при этом интерес к изобразительному искусству. В 1826 году он отправился в годичное путешествие по Италии, посетив, среди других городов, Рим, Неаполь, Флоренцию и Милан. В конце своего путешествия он через Тироль и Баварские Альпы прибыл в Мюнхен.
Снова обосновавшись в Кёнигсберге, Шназе стал планировать книгу, основанную на материалах путешествия по Италии. В 1828 году юридическая карьера привела его в Мариенвердер (Квидзын), а в 1829 году снова на юг, в Дюссельдорф, где он смог ознакомиться со средневековыми памятниками Рейнской области. Там он нашёл подходящее общество, в котором можно было поделиться своим интересом к истории искусства, в частности, он подружился с поэтом и учёным Готфридом Кинкелем.
Летом 1830 года Шназе путешествовал по Нидерландам; изучение памятников привело к его первой крупной публикации «Нидерландские письма» (Niederländische Briefe), которая появилась в 1834 году. В этой книге Шназе первым перенёс исторические идеи Гегеля в общую дискуссию о развитии искусства. При этом он ответил на две трудности в «Эстетике» Гегеля; предположение, что прошлые произведения искусства были окончательно поняты с точки зрения настоящего и что каждое искусство является представителем своей культуры. То, как он это сделал, доминировало в европейской критической традиции на протяжении следующих ста лет. Он писал: «Я начинаю чувствовать в каждом фрагменте прошлого его настоящее и будущее. Таким образом, ясное и точное историческое рассмотрение ведёт к более высокому эстетическому осуществлению… которое чувствуется в красоте каждого отдельного периода в его связи с другими».
Таким образом, «Нидерландские письма» обрели значение интеллектуального обоснования истории искусства как автономной научной дисциплины. Следующим крупным проектом Шназе стал его монументальный труд «История изобразительных искусств» (Geschichte der bildenden Künste) в семи томах (1843—1864). Он смог реализовать этот проект, несмотря на то, что продолжал работать юристом. Однако, приближаясь к завершению первого тома, Шназе был удивлён появлением «Руководствa по истории искусства» (Handbuch der Kunstgeschichte, 1841—1859) в 3-х томах Франца Теодора Куглера. Работа Куглера, которую он называл «первым комплексным обзором искусства», по-видимому, дублировала проект Шназе. Однако Шназе пришёл к убеждению, что, даже если Куглер был лучше его в технических вопросах, он всё же мог предложить общую точку зрения на развитие искусства. Первые два тома, посвящённые древнему ближневосточному и античному искусству, были опубликованы в 1843 году и посвящены Куглеру. Работы Шназе отличались от работ Куглера «гегелевским желанием написать историю искусства как историю менталитета человеческого рода, стремлением, которое Куглер намеренно отвергал». Первый том его «Истории» открывался пространным трактатом по эстетике, что указывает на философскую склонность, которая подвергалась критике в обзорах как Куглера, так и Густава Фридриха Ваагена.
Несмотря на скептические отзывы Шназе продолжал выпускать новые тома своей «Истории». «Христианское и исламское искусство» появилось в 1844 году; «Подлинное средневековье» в 1850 году; готика — в 1856 году; позднее средневековье в 1861; и средневековое итальянское искусство в 1864 году. Но на этом этапе, вместо того, чтобы продолжить своё исследование искусства эпохи Возрождения, Шназе начал работу над вторым изданием всех частей. В пересмотре текста ему помогали многие историки искусства. Было высказано предположение, что Шназе остановился на достигнутом «из-за появления в равной степени контекстуальных работ Якоба Буркхардта о Возрождении, а также… нерелигиозных взглядах современной эпохи».
Шназе отошёл от своих юридических обязательств в 1857 году и получил ряд наград в честь достижений в истории искусства, в том числе степень почётного доктора Боннского университета и орден Максимилиана от короля Баварии.
Со временем Карла Шназе всё более стали интересовать отношения между искусством и религией. Он был одним из основателей «Общества религиозного искусства в лютеранской церкви» (Verein für religiöse Kunst in der evangelischen Kirche) и стал соредактором «Журнала христианского искусства» (Christliche Kunstblatt). Были опубликованы две его лекции по этой теме: «О связи искусства с христианством» (Über das Verhältniss der Kunst zum Christenthum, 1852) и «Образование и христианство» (Bildung und Christenthum,1861).
Шназе продолжал путешествовать по Европе до конца своей жизни, несмотря на ухудшающееся здоровье. Он умер в Висбадене в 1875 году.

## Значение научного наследия
Научные работы Шназе, наряду с публикациями Ф. Куглера и К. фон Румора, имели важное значение для развития истории искусства как самостоятельной дисциплины. Его «История» значительно облегчила преподавание искусства в немецкоязычных странах, а сформулированные им теоретические проблемы повлияли на ряд более поздних трудов историков искусства. Среди них Алоиз Ригль, возможно, более других находился под влиянием идей и методологии Карла Шназе. В частности, концепция «художественной воли» (Kunstwollen) Ригля во многом обязана «Нидерландским письмам» Шназе.